# Brigade du génie (Espagne)
 (janvier 2018).
Si vous disposez d'ouvrages ou d'articles de référence ou si vous connaissez des sites web de qualité traitant du thème abordé ici, merci de compléter l'article en donnant les références utiles à sa vérifiabilité et en les liant à la section « Notes et références ».
Pour les articles homonymes, voir Brigade du génie.
La Brigade du génie est une brigade d'appui de l'armée de terre espagnole. Son état-major est stationné à Salamanque.
Elle comporte deux bataillons (portant l'appellation de "régiment") et un régiment :
- le 1errégiment du génie (en fait un bataillon) stationné à Cáceres et spécialisé dans le génie combat blindé
- le 12e régiment du génie (en fait un bataillon) stationné à Saragosse et spécialisé dans la construction et la remise en état des ponts et le franchissement de coupures humides
- le 11erégiment spécial du génie avec un bataillon spécialisé dans la remise en état des routes et des infrastructures de communications et un bataillon spécialisé dans le soutien des bâtiments